# Занько, Всеволод Владимирович
Всеволод Владимирович Занько (род. 30 июля 1995, Москва) — российский пловец, специализируется в плавании брассом. Многократный чемпион России, призёр чемпионатов мира и Европы среди юниоров, финалист чемпионата мира полуфиналист Олимпийских Игр в Рио-де-Жанейро, Мастер спорта России международного класса.
Магистр технических наук.

## Биография
Заниматься плаванием Всеволод начал в 7 лет. Первым тренером стала Наталья Юрьевна Корабельникова.
Профессиональная карьера началась в 2010 году на первенстве России в Волгограде, где Всеволод выполнил норматив Мастер Спорта России на дистанции 100 метров брассом.
В 2011 году Всеволод впервые попал в состав сборной России на Европейский юношеский Олимпийский фестиваль в Трабзоне (Турция), где стал победителем.
В 2012 году Всеволод прошел отбор на первенство Европы в Антверпен (Бельгия), где стал серебряным призёром, выполнив норматив Мастер спорта России международного класса.
В июле 2013 года в составе сборной в Познане (Польша) Всеволод стал трёхкратным чемпионом Европы и вице-чемпионом среди юниоров.
Спустя несколько месяцев Занько смог завоевать сразу четыре медали юниорского чемпионата мира в Дубай (ОАЭ), установив  рекорд мира, Европы и России.
Успешно выйдя из юношеского возраста в 2014 году, Всеволод отбирается и дебютирует на чемпионат Европы в Берлин (Германия), став на нём десятым.
В апреле 2016 года Всеволод с результатом 59,72 сек занял первое место на чемпионате России на дистанции 100 метров брассом, выполнив при этом не только олимпийский квалификационный норматив «A», но и норматив ВФП, что позволило ему попасть в состав сборной России на летние Олимпийские игры в Рио-де-Жанейро. Всего же на счету Занько сразу четыре медали национального чемпионата. Также по итогам первенства Занько получил приз имени Леонида Мешкова, как лучший спортсмен всего чемпионата.
В апреле 2017 года Всеволод Занько завоевал четыре золотые медали чемпионата России: 100 брасс (59,66), 50 брасс (27,20) и плавание в составе сборной Москвы в двух эстафетах, тем самым пройдя отбор на чемпионат мира в Будапешт, где занял 5-е место чемпионата мира в составе эстафеты .
В 2021 году принял участие в 25-м чемпионате Европы по плаванию на короткой воде, который прошёл со 2 по 7 ноября в городе Казань.
В 2022 году стал победителем спартакиады сильнейших в г. Санкт-Петербург.

## Личная жизнь
- Отец — Владимир Владимирович (23.04.1967); мать — Екатерина Владимировна(17.03.1970);  старший брат - Владимир Владимирович(12.07.1994);  младший брат - Володар Владимирович(06.05.2004).
- Окончил ГБПОУ «Московское среднее специальное училище олимпийского резерва №3» Москомспорта (2015)[24].
- Окончил юридический факультет и военную кафедру (лейтенант запаса Топографической службы ВС России) в МИИГАиК (2016)[25].
- Окончил магистратуру (землеустройство и кадастр, земельно-имущественные отношения) в МИИГАиК (2018).
- Социальные сети: Инстаграмм ВконтактеТелеграмм

## Личные рекорды
По состоянию на июнь 2025 года
| Длинная вода (50м) | Длинная вода (50м) | Длинная вода (50м) | Длинная вода (50м) |
| Дистанция          | Время              | Дата               | Место проведения   |
| ------------------ | ------------------ | ------------------ | ------------------ |
| 50 м брассом       | 27,20              | 12.04.2017         | Москва             |
| 100 м брассом      | 59,56              | 23.07.2017         | Будапешт           |
| 200 м брассом      | 2:15,28            | 09.06.2016         | Кане-ан-Руссийон   |
| 50 м баттерфляем   | 27,00              | 12.06.2014         | Кане-ан-Руссийон   |
| 200 м комплексом   | 2:17,58            | 17.05.2011         | Волгоград          |

| Короткая вода (25м) | Короткая вода (25м) | Короткая вода (25м) | Короткая вода (25м) |
| Дистанция           | Время               | Дата                | Место проведения    |
| ------------------- | ------------------- | ------------------- | ------------------- |
| 50 м брассом        | 26,48               | 25.11.2022          | Казань              |
| 100 м брассом       | 57,43               | 19.11.2017          | Казань              |
| 200 м брассом       | 2:09,17             | 07.11.2016          | Казань              |
| 50 м баттерфляем    | 25,82               | 20.11.2017          | Казань              |
| 100 м комплексом    | 59,09               | 23.10.2012          | Москва              |